# 1134 км (платформа)
Платформа 1134 км — пасажирський залізничний зупинний пункт Запорізької дирекції Придніпровської залізниці на електрифікованій лінії Запоріжжя I — Федорівка між зупинним пунктом Платформа 1132 км (2 км) та станцією Плавні-Вантажні (1 км). Розташований в селі Приморське Василівського району Запорізької області, на узбережжі Каховського водосховища.

## Пасажирське сполучення
До повномасштабного російського вторгнення в Україну на Платформі 1134 км зупинялися приміські електропоїзди Мелітопольського напрямку. Рух поїздів тимчасово припинено до повної деокупації захоплених територій російськими загарбниками.